# Gustave Hervé
Pour les articles homonymes, voir Hervé.
Gustave Alexandre Victor Hervé, dit Gustave Hervé, né à Brest le 2 janvier 1871 et mort  le 25 octobre 1944 à Paris, est un journaliste et homme politique français.
Journaliste, polémiste craint et leader antimilitariste dans la période précédant la Première Guerre mondiale, il évolue, durant l'entre-deux-guerres, vers un socialisme national anticommuniste que certains ont qualifié de fasciste. Ainsi, il participe en 1919 à la création du Parti socialiste national. Mais le mouvement décline très rapidement et Hervé tente, en 1925, de lancer le Parti de la République autoritaire puis, en 1927, un nouveau Parti socialiste national. Par la suite, dans la décennie 1930, il s'engoue pour le maréchal Pétain, souhaite le voir arriver au pouvoir et publie donc une brochure intitulée C'est Pétain qu'il nous faut.

## Biographie

### Un dirigeant socialiste antimilitariste (jusqu'en 1912)
Gustave Alexandre Hervé naît à Brest, dans le quartier de Recouvrance, fils d'un sergent fourrier à l'arsenal ayant eu six enfants, et qui mourut en 1881 en laissant sa famille dans une certaine détresse sociale.
Boursier, il fait de bonnes études secondaires, inscrit au lycée Henri-IV, où il a comme condisciples en classe de philosophie Léon Blum et Élie Faure. Il devient répétiteur dans plusieurs lycées successifs, enseigne à Lesneven dans un établissement privé, puis est reçu à l'agrégation d'histoire en 1897. Il est alors affecté à Rodez, puis Alençon et enfin en 1899 au lycée de Sens (Yonne) où il commence une carrière de journaliste, collaborant au Travailleur socialiste de l'Yonne. Ses premiers articles antimilitaristes signés « Sans Patrie » sont remarqués. C'est dans ce journal socialiste qu'il publie, le 20 juillet 1901, un article violemment antimilitariste, « L'anniversaire de Wagram », qui lui vaut d'être révoqué de l'enseignement. Militant successivement au Parti socialiste français, puis au Parti socialiste de France, il participe en 1905 à la création de la SFIO en étant délégué au congrès d'unification dit « du Globe ». Il milite aussi à la CGT. En mai 1905, le député du Giers, Joseph Lasies, demande la suppression des livres d'Hervé des écoles de l'État.
Sa collaboration au journal Le Pioupiou de l'Yonne lui vaut des procès en correctionnelle et même devant la cour d'assises, où il est défendu avec succès par Aristide Briand.

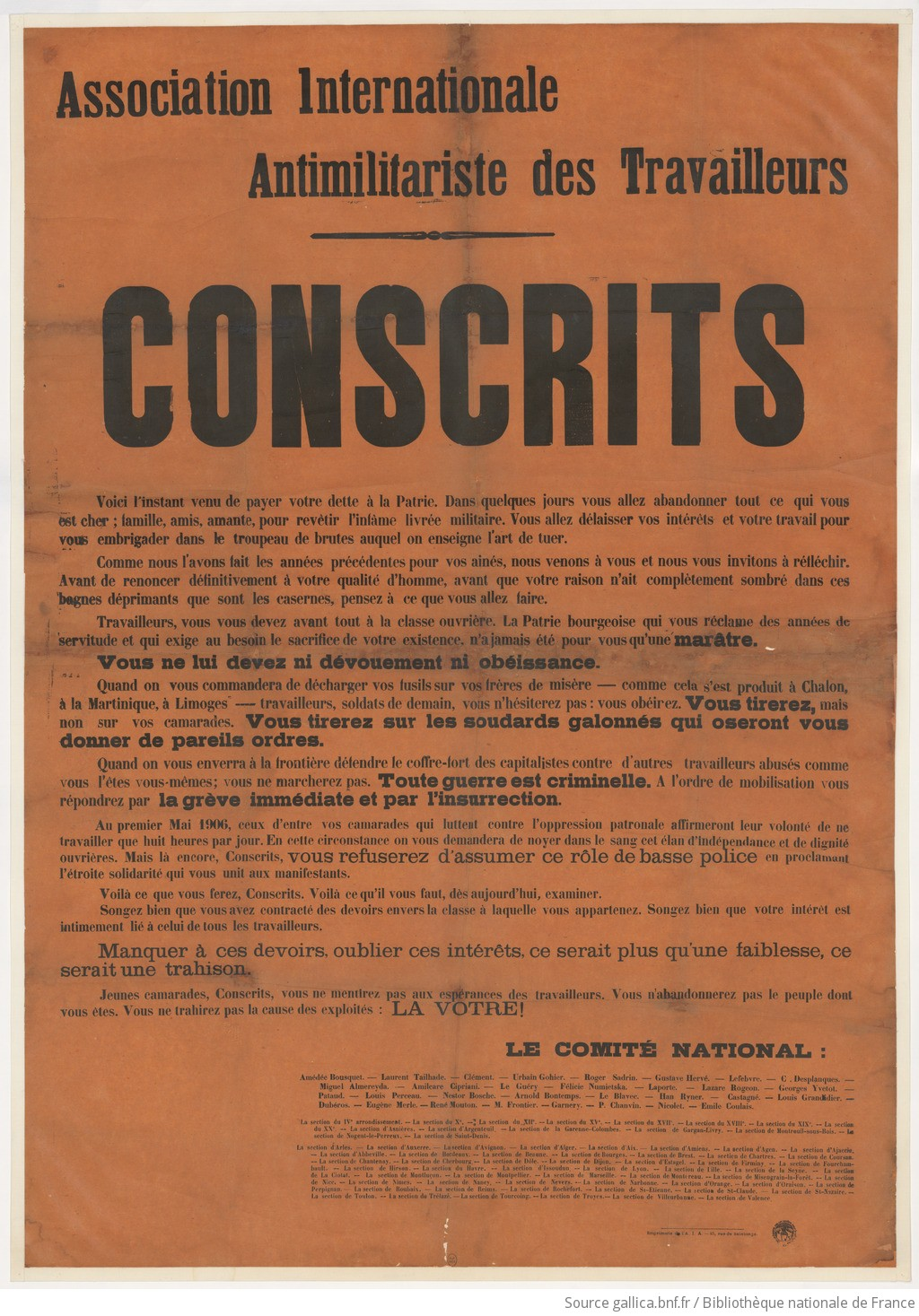
Affiche rouge de 1905 ayant causé la condamnation de Gustave Hervé à 4 ans de prison.

Il est jugé avec 27 autres antimilitaristes dans l’affaire de l’affiche rouge placardée les 6, 7 et 8 octobre 1905 à Paris. L’affiche en question était adressée aux conscrits : « Quand on vous commandera de décharger vos fusils sur vos frères de misère - comme cela s’est produit à Chalon, à la Martinique, à Limoges - travailleurs, soldats de demain, vous n’hésiterez pas : vous obéirez. Vous tirerez, mais non sur vos camarades. Vous tirerez sur les soudards galonnés qui oseront vous donner de pareils ordres. Quand on vous enverra à la frontière défendre le coffre-fort des capitalistes contre d’autres travailleurs abusés comme vous l’êtes vous-mêmes, vous ne marcherez pas. Toute guerre est criminelle. À l’ordre de mobilisation vous répondrez par la grève immédiate et par l’insurrection ». Gustave Hervé est condamné à 4 ans de prison pour « provocation au meurtre et provocation de militaires à la désobéissance ». Interviewé par Le Matin le lendemain du verdict, Gustave Hervé se déclare « enchanté » de sa condamnation dans laquelle il voit un « verdict de classe ». Il effectue un peu plus de 6 mois de prison, bénéficiant en effet de la loi d’amnistie du 13 juillet 1906.
En janvier 1908, Jacques Lardy signale dans Les Annales politiques et littéraires que l'antimilitariste Hervé, après avoir échappé par trois fois à des poursuites en province pour des provocations à la désobéissance militaire, est condamné par les juges parisiens à une année d'emprisonnement pour injures et diffamations envers l'armée.

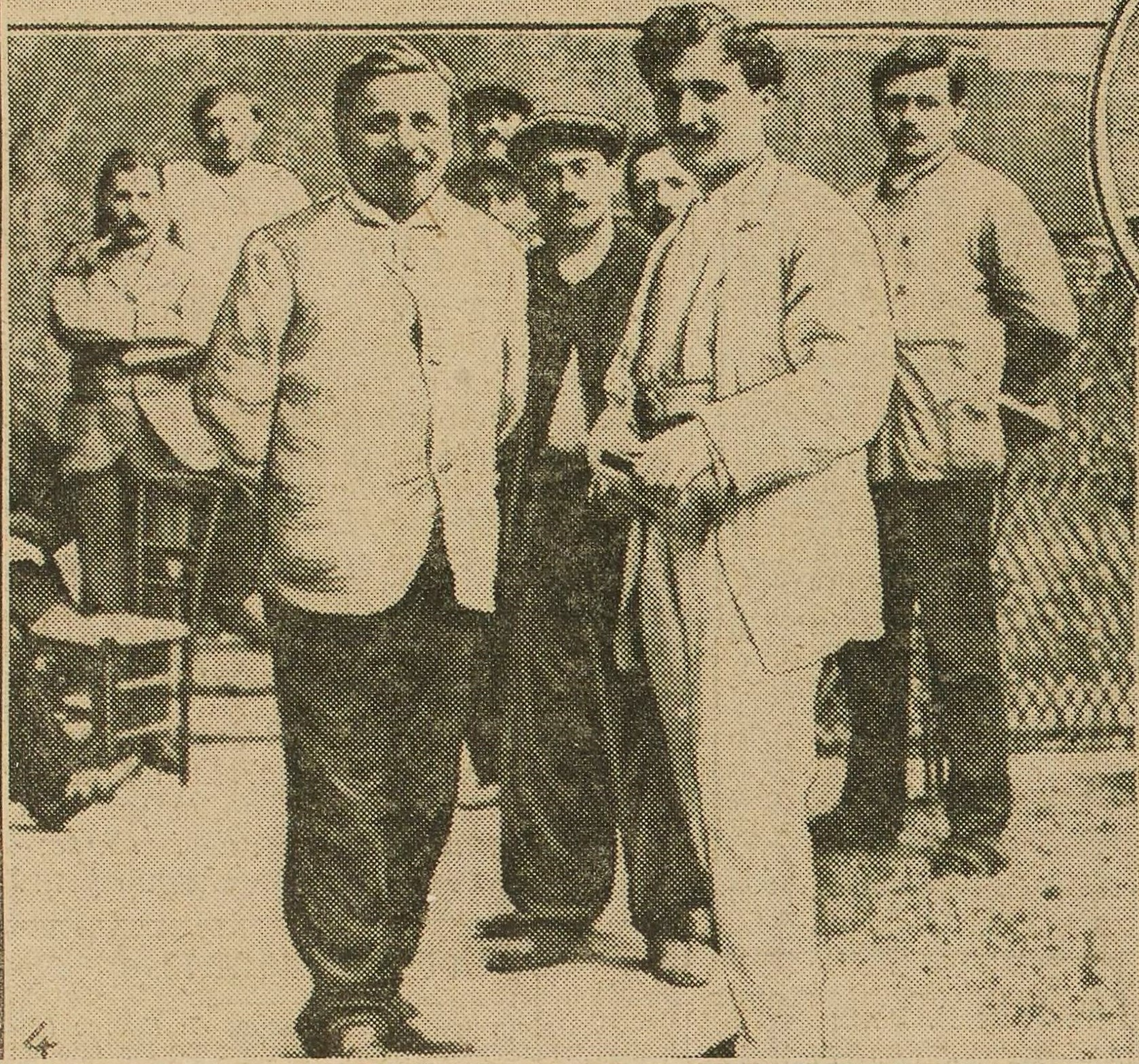
Gustave Hervé, leader de La Guerre sociale et antimilitariste, fraternise avec Lucien Lacour, Camelot du roi, tous deux emprisonnés en 1911.

Sa doctrine, fondée sur le recours à l'insurrection en cas de guerre, acquiert une audience nationale. Jean Jaurès , auteur d'une proposition de loi consacrée à l'armée nouvelle,  ne partage pas sa radicalité et se démarque régulièrement de ses positions, minoritaires dans le parti ; on parle alors d'« hervéisme », qui mêle antimilitarisme et antiparlementarisme. Ces positions de Gustave Hervé, très minoritaires dans la SFIO, sont alors violemment condamnées en 1910 par Charles Péguy, dans Notre Jeunesse : « Ceux qui ont fait et endossé Hervé sont ceux qui ont porté un coup mortel à la croyance publique à l’innocence de Dreyfus. […] Les antidreyfusistes professionnels disaient : Il ne faut pas être un traître et Dreyfus est un traître. Nous les dreyfusistes professionnels nous disions : Il ne faut pas être un traître et Dreyfus n’est pas un traître. Hervé est un qui dit, et Jaurès laisse dire à Hervé […] : Il faut être un traître. Nommément il faut être un traître militaire ».

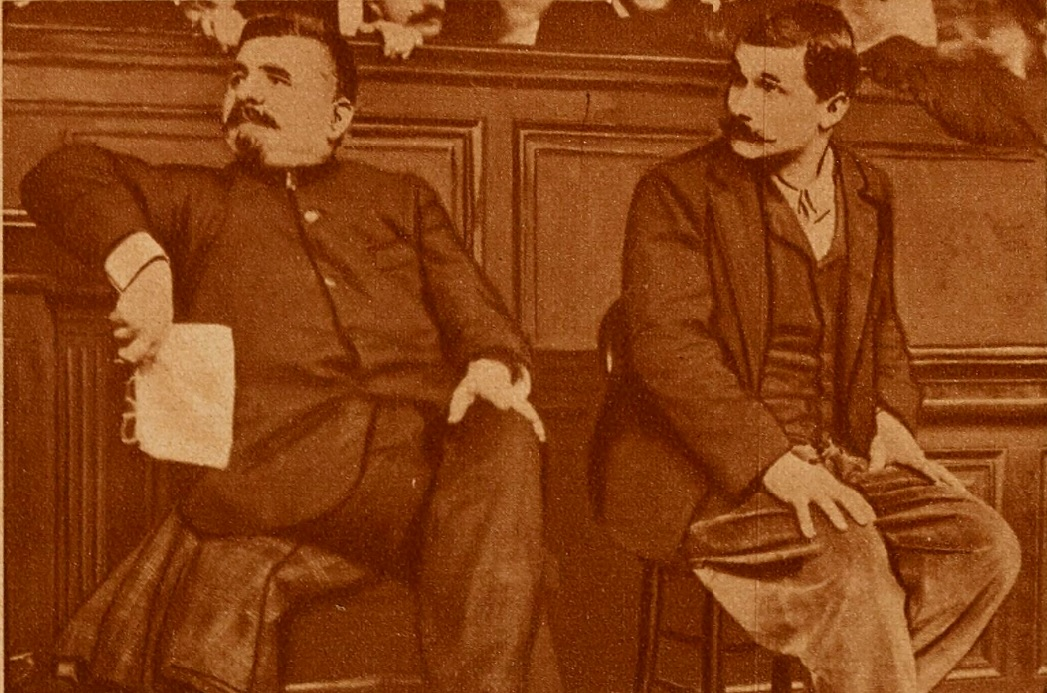
Gustave Hervé (à gauche) et le gérant de La Guerre sociale Louis Auroy (droite) devant la Cour d'assises en septembre 1911 pour injures à l'armée

Ses démêlés judiciaires lui ayant fait perdre sa qualité de fonctionnaire de l’Instruction publique, il peut se consacrer entièrement au militantisme. Il participe à l'Association internationale antimilitariste (AIA), ce qui lui vaut une condamnation à quatre ans de prison fin décembre 1905, l'AIA ayant publié une affiche appelant à la grève insurrectionnelle en cas de mobilisation. À partir de 1907, il dirige le journal La Guerre sociale qu'il a fondé. Régulièrement condamné pour délits de presse à de lourdes peines de prison, il prend des positions de plus en plus radicales entre 1910 et 1914, allant jusqu'à prôner l'action directe et des sabotages. Il vit alors difficilement, à Paris, tout en gardant des liens très forts avec la fédération socialiste de l'Yonne. Par ailleurs, son antimilitarisme lui fait prendre des positions très en pointe pour l'époque sur la colonisation, qu'il dénonce avec véhémence.

### De l'antimilitarisme à l'Union sacrée

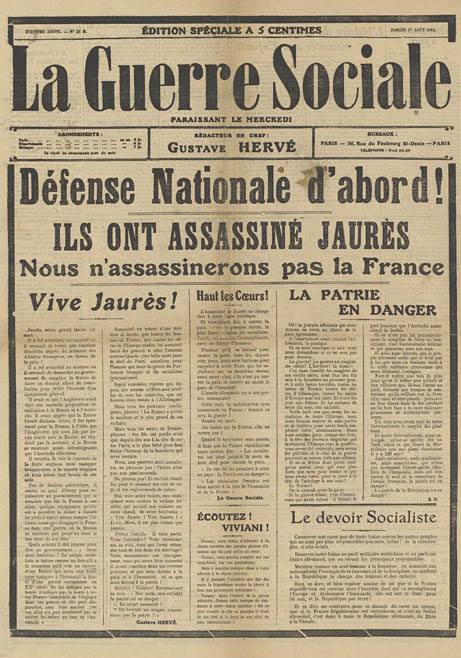
Édition du 1er août 1914 de la La Guerre sociale, journal fondé par Gustave Hervé, Miguel Almereyda et Eugène Merle en 1906.

En août 1914, Gustave Hervé retourne « sa veste rouge pour en montrer la doublure tricolore » (selon Charles Fraval). Dès 1912, il a entamé sa marche vers le patriotisme de cœur et de raison, et il se range, en juillet 1914, contre les partisans de la grève générale (lui qui en avait défendu le principe), comme moyen d'empêcher la guerre qui vient. Constatant, en 1910, l'échec de la grève des chemins de fer en France mais le succès de la révolution portugaise, obtenu grâce au ralliement d'une partie de l'armée, il renonce progressivement à l'antimilitarisme et propose une stratégie de propagande révolutionnaire au sein de l'armée. À la différence de la majorité des révolutionnaires de cette époque qui considèrent l'armée comme une « école du crime », il considère les soldats comme des prolétaires en uniforme. Il incite notamment les révolutionnaires à essayer d'atteindre des postes de sous-officiers, là où ils seront les plus utiles en cas de révolution.
Il est pourtant resté pour beaucoup le symbole d'une certaine intransigeance doctrinale et pratique. Pour d'autres, comme Alfred Rosmer, en revanche, c'était un gauchiste de paroles, multipliant les folies verbales dans son journal.

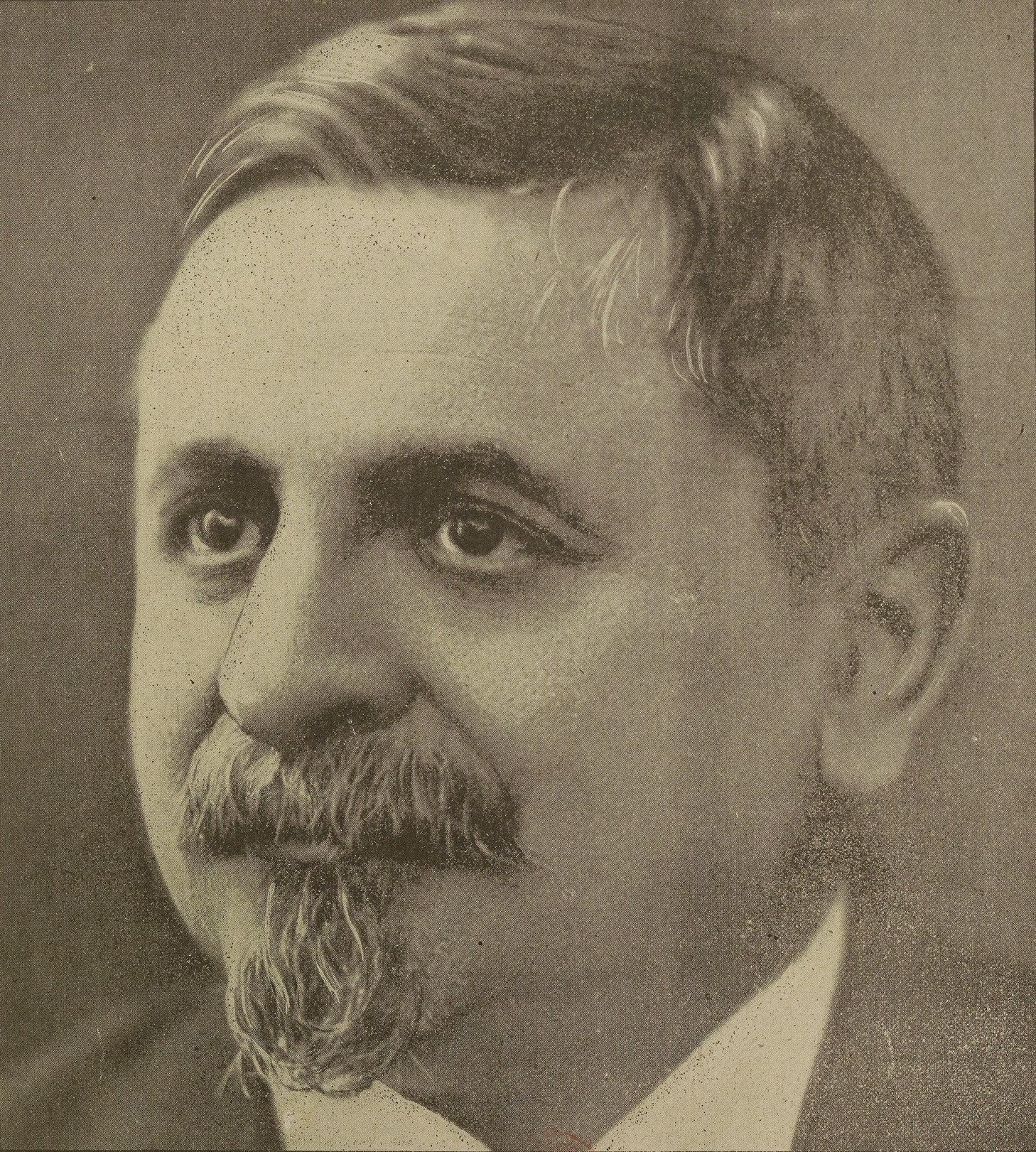
Gustave Hervé en 1915.

Il ne fut pas le seul socialiste à substituer au mot d'ordre « Non à la guerre » celui de « Défense nationale d'abord » (à l'instar de Mussolini en Italie, avec qui on l'a comparé). Il passe d'un ultra-pacifisme à un ultra-patriotisme. Il transforme le titre La Guerre sociale en La Victoire, le 1er janvier 1916. En août de la même année, il écrit un article intitulé « Sur le chemin de la scission » dans lequel il développe pour la première fois l'idée d'un Parti socialiste national répudiant à la fois le marxisme et l'Internationalisme. 
Son cheminement apparaît à certains comme un reniement et sa conversion est considérée par les pacifistes comme une trahison. En février 1917, à la demande d'Alice Regnault, il rédige le faux « Testament politique d'Octave Mirbeau » et prononce, sur la tombe du grand écrivain, un discours jugé récupérateur qui fait fuir les véritables amis de Mirbeau. Il est exclu de la fédération de l'Yonne de la SFIO en septembre 1918.

### Le «socialisme national» (1919-1944)
(août 2025).
En 1919, Hervé entend fonder son Parti socialiste national (PSN). Il recevrait l'appui de Jean Allemane, figure historique du mouvement ouvrier français et communard de 1871. Il rejoint ou est rejoint par Alexandre Zévaès,, ancien député guesdiste devenu socialiste réformiste et germanophobe, avocat de l'assassin de Jaurès, et l'ancien militant anarchiste Jacques Prolo, devenu également réformiste et germanophobe comme son ami Zévaès. Prolo et Zévaès avaient fondé un parti portant le même nom en décembre 1917. Émile Tissier, rédacteur à La Victoire, qui fut lui aussi anarchiste, accompagne Gustave Hervé dans ce nouveau parti, composante mineure du Bloc national.
En 1925, Hervé tente le lancement du Parti de la République autoritaire (PRA, 1925), puis recrée en novembre 1927, sans grand succès, un Parti socialiste national (PSN). Il le présente lors d'un meeting parisien salle Wagram, ce qu'il n'avait plus fait depuis 1914. Ce petit parti est animé notamment par un ancien communiste, Albert Crémieux, et par Émile Tissier. 

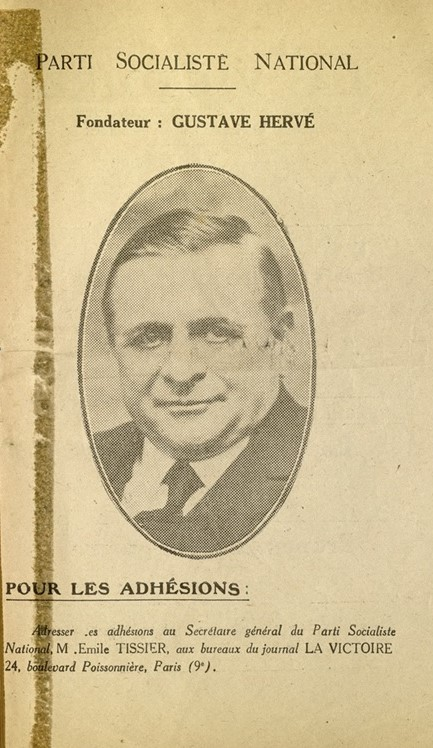
Page du livre Lettre aux ouvriers de Gustave Hervé paru en 1928.

Il fait diffuser une affiche qui informe sur ses motivations et son projet, publiée aussi dans le journal L'Avenir de son ami Émile Buré :

« Citoyens, après une demi-retraite qui dure depuis 1914, je rentre dans la vie politique active, guéri de tout illuminisme révolutionnaire par les cruelles leçons de l'invasion allemande et de la pitoyable révolution communiste russe, mais plus socialiste que jamais, si l'on entend par « socialisme » une violente passion de justice sociale et un ardent amour pour tous les faibles et les déshérités. Je rentre dans la bataille pour essayer d'arracher notre classe ouvrière au socialisme d'origine étrangère qui, depuis plus de 50 ans, l'empoisonne, socialisme de lutte de classes et de guerre civile qui démolit la France, et pour tâcher de l'amener à un socialisme de chez nous, ardemment patriote comme était le socialisme de Barbès et de Blanqui, à un socialisme réformiste de paix sociale, de pacification religieuse et de fraternité française dont notre pays a tant besoin après la terrible secousse de la guerre. Il ne s'agit pas d'une simple révision, d'un simple redressement du vieux socialisme d'avant-guerre : il s'agit d'obtenir de notre classe ouvrière qu'elle prenne en mains le redressement de l'État tout entier, qu'elle prenne l'initiative d'une campagne en faveur de la Révision de la Constitution, pour débarrasser le pays de notre pétaudière parlementaire et mettre à la tête de la République un chef responsable, placé au-dessus des partis politiques et des égoïsmes corporatifs, investi de pouvoirs très étendus, qui empêchera la France de sombrer dans l'anarchie ou de s'éteindre faute de berceaux. »

Ces conceptions peuvent faire penser à une forme de fascisme français d'autant plus que lors de la marche sur Rome (1922), il salue son « vaillant camarade Mussolini ». Le quotidien catholique La Croix souligne que le programme d'Hervé rejette l'anticléricalisme et le laïcisme et « fait l'apologie de l'éducation chrétienne ». Il préconise en effet une restauration religieuse et affirme avoir trouvé la foi en 1935. 
Il fonde ensuite la « Milice socialiste nationale » (MSN, 1932-1933) dont il confie la direction au futur collaborateur Marcel Bucard. Ce sont des groupuscules, moqués par ses adversaires et ses rivaux. Fin 1933, Bucard part avec l'équipe de la Milice socialiste nationale pour fonder le francisme. Hervé soutient aussi le national-socialisme allemand.

#### Un fasciste philo-sémite
En 1933, Hervé s'en prend à l'antisémitisme des nationaux-socialistes allemands dont il jugeait positivement d'autres options politiques et avertit Hitler : 

« Adolf Hitler, à quelles catastrophes, malgré vos bonnes intentions, votre inexpérience politique et votre fureur antisémite conduisent-elles la patrie allemande que vous avez si bien sauvée de la gangrène marxiste ? »

Hervé, qui ne veut pas la guerre avec l'Allemagne et qui est prêt, pour l'éviter, à l'abandon des colonies françaises à Berlin, ne renonce pas à son philo-sémitisme, comme le montre l'éditorial qu'il publie après la nuit de Cristal. Il s'agit, selon l'historien israélien Simon Epstein, d'un des plus beaux textes protestataires de cette période :

« En ce jour affreux pour les Juifs de toute la terre, combien nous sommes de cœur, en particulier avec nos compatriotes israélites. Ils étaient mêlés avec tous les autres Français dans les tranchées, il y a vingt ans, payant de leur part de sacrifice la joie et l'honneur d'être des citoyens français. […] Comme, en des heures comme celles-ci, on regrette de n'être pas juif, pour souffrir avec eux et partager leurs peines ! »

Hervé vitupère l'Allemagne : 

« Honte au peuple allemand de voir l'antisémitisme, cette lèpre, empoisonner son esprit et son cœur ! Honte à Hitler d'avoir organisé et couvert ces ignobles représailles pour le crime d'un gamin de 17 ans, dont la persécution, la misère et l'exil avaient détraqué les nerfs et la cervelle ! »

En 1938, Gustave Hervé est une exception : il est l'un des rares sympathisants du national-socialisme à avoir renoncé à ses préférences idéologiques au vu des persécutions anti-juives et des menaces pesant sur la France.

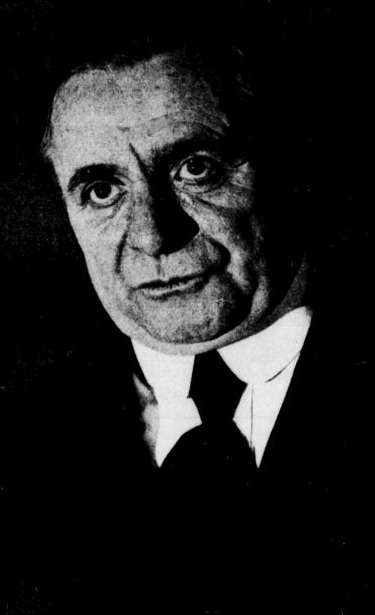
Gustave Hervé en 1939

Dans les années qui précédent la guerre, il continue à dénoncer les faiblesses du régime parlementaire et à vouloir fonder une république autoritaire dont il souhaiterait que le maréchal Pétain assume la présidence (« C'est Pétain qu'il nous faut », écrit-il alors).

#### Diffusion et disparition deLa Victoire
La diffusion de son périodique, La Victoire, est financée par des industriels comme le cotonnier vosgien René Laederich, régent de la Banque de France et président du syndicat général de l'industrie cotonnière, et son fils Georges Laederich, actionnaires du journal à partir de 1924 ou 1925. Ils distribuent ce journal à leurs ouvriers jusqu'en 1938. Georges Laederich et d'autres patrons cessent de le financer au moment de la crise des Sudètes du fait de leur pacifisme anticommuniste puisqu'Hervé préconise alors l'alliance avec l'URSS contre l'Allemagne d'Hitler. Laederich demeure cependant en relation avec lui, lui écrivant en mars 1939 : « Je suis personnellement plus que sceptique sur la matérialité de l’aide que la Russie peut nous apporter actuellement. […] La Russie ne va-t-elle pas nous engager dans une croisade idéologique où elle ne nous accompagnera que de la voix et non du geste ? Si les communistes français sont les patriotes que vous pensez – et je le souhaite très vivement – l’opinion publique n’aura pas besoin d’être soutenue ».
Divers témoignages font ressortir qu'il se détacha du pétainisme et de ses appels à une réconciliation avec l'Allemagne : son journal fut supprimé dès juin 1940 et ses activités lui valurent d'être inquiété par la police française et par la Gestapo.
Hervé meurt le 25 octobre 1944 au no 89 de la rue de Vaugirard. Peu de temps avant sa mort, il se décrivait comme le premier bolcheviste, le premier fasciste, le premier pétainiste, le premier membre de la Résistance et le premier gaulliste.

## Publications
- Histoire de la France et de l'Europe, l'enseignement pacifique par l'histoire, illustré par Valéry Müller, Paris, Bibliothèque d'éducation, 1903.
- Leur Patrie, La Guerre sociale, Paris, 1905.
- Mes crimes, ou onze ans de prison pour délits de presse. Modeste contribution à l'histoire de la liberté de la presse sous la 3e République, La Guerre sociale, Paris, 1912.Réunion des articles qui lui valurent des condamnations pour délit de presse.
- La Conquête de l'armée, La Guerre sociale, Paris, 1913.
- L'Alsace Lorraine, La Guerre sociale, Paris, 1913.
- Propos d'après guerre, La Guerre sociale, Paris (1919 ?).
- Après la Marne (recueil in extenso des articles de Gustave Hervé dans La Guerre sociale du 1er novembre 1914 au 1er février), 1915.
- La Patrie en danger (recueil in extenso des articles de Gustave Hervé), Bibliothèque des ouvrages documentaires, 1915.
- Nouvelle histoire de France[32], Fayard, 1930.
- France-Allemagne, la réconciliation ou la guerre, La Victoire, Paris, 1931.
- Nouvelle Histoire de l'Europe, La Victoire, Paris, 1931.
- C'est Pétain qu'il nous faut, La Victoire, Paris, 1935, avec bandeau publicitaire (« Je m'en remets à la France »).